# Doming Lam

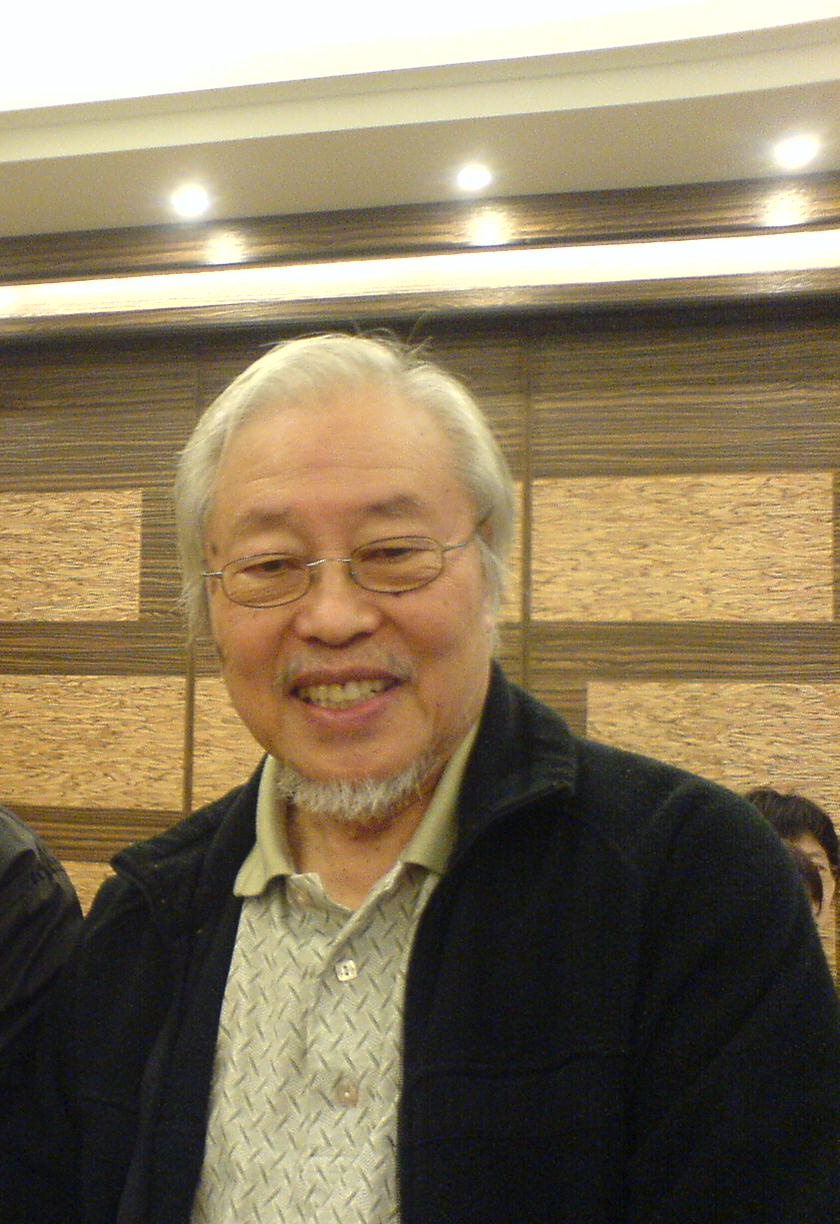
Doming Lam (2009)

Doming Lam (chinesisch 林樂培 / 林乐培, * 5. August 1926 in Macau; † 11. Januar 2023) war ein chinesischer Komponist, Dirigent und Musikproduzent. Er war Vorsitzender der Sektion Hongkong der Asian Composers League und galt als einer der Pioniere der Neuen Musik in Hongkong.

## Leben
Lam sang in seiner Kindheit im Kirchenchor und wurde musikpädagogisch von Salesianer Missionaren unterrichtet. Er studierte von 1954 bis 1958 Komposition an der University of Toronto und am Royal Conservatory of Music. Von 1960 bis 1963 studierte er Filmmusik und Filmproduktion bei Miklós Rózsa an der University of Southern California. 1965 graduierte er in Hongkong. Zusätzlich besuchte er 1980 die Darmstädter Ferienkurse.
Von 1965 bis 1971 arbeitete er als Fernsehproduzent und Fernsehregisseur für Rediffusion Television. Er war Mitgründer der Asian Composers League (ACL). Von 1973 bis 1983 war er Vorsitzender der Sektion Hongkong der ACL und war von 1980 bis 1990 Generalsekretär unter Lucrecia Kasilag. 1983 wurde er mit der Gründung der Hong Kong Composers’ Guild betraut, zu dessen Ehrenvorsitzenden er 1983 wurde. Außerdem gründete er 1977 die Composers and Authors Society of Hong Kong (CASH) und wirkte bis 1994 als dessen Präsident. Von 1979 bis 1993 war er Berater des Hong Kong Chinese Orchestra. Zwischen 1981 und 1985 produzierte er für Radio Television Hong Kong. Von 1983 bis 1989 war er Musikdirektor des Kulturinstitutes von Macao. 1988 organisierte er die Weltmusiktage der Internationale Gesellschaft für Neue Musik (ISCM) in Hongkong. Er stand einer Jury aus Tōru Takemitsu, Brian Ferneyhough und Wen-chung Chou vor. 2004 wurde er zum Ehrenmitglied der ISCM ernannt.
Von 1986 bis 1994 lehrte er Neue Musik und Komposition an der Universität Hongkong. 1994 zog er nach Toronto. 1995 wurde sein Werk Three Night Songs of LiPo im Presidential Office Building von Taipeh aufgeführt. Er wurde 2001 in das Grove Dictionary of Music and Musicians aufgenommen. 2007 wurde er Ehrenmitglied der Internationalen Gesellschaft für Neue Musik.

## Auszeichnungen
- 1976: Urban Council Award
- 1988: Medal for the Distinction
- 1988: Composer of the Year
- 1991: Best Teacher Award
- 1993: 20th Century Masterpiece Award
- 1999: One of Five Asian Composition Masters